# Peter Schütt (Politiker, 1901)
Peter Schütt (* 7. Oktober 1901 in Konzen; † 20. Januar 1984 in Monschau) war ein deutscher Kommunalpolitiker und ehrenamtlicher Landrat (CDU).

## Leben und Beruf
Nach dem Schulbesuch absolvierte Schütt eine Ausbildung als Weber. Er war in Monschau bis 1962 als Weber tätig. Schütt war verheiratet und hatte vier Kinder.
Mitglied des Kreistages des ehemaligen Landkreises Monschau war er vom 19. Dezember 1945 bis zum 18. März 1961. Vom 7. April 1949 ununterbrochen bis zum 20. November 1958 war er Landrat des Landkreises. Im Rat der Gemeinde Konzen war er 1947, von 1948 bis 1949 und von 1961 bis 1969 vertreten. Von 1961 bis 1969 war er Bürgermeister von Konzen. Außerdem war Schütt Mitglied der Amtsvertretung des Amtes Imgenbroich und zeitweise Amtsbürgermeister.
1966 erhielt Schütt das Bundesverdienstkreuz 1. Klasse.